# Perlit

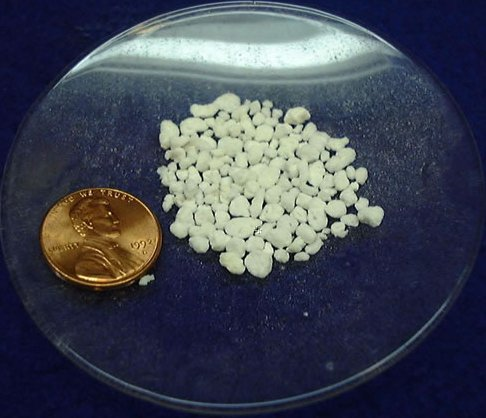
Expanderad perlit.

Perlit (av franskans perle och tyskans Perle) är ett vulkaniskt glasmineral innehållandes olika koncentriska sprickor. När mineralet hettas upp till omkring 1 000 °C expanderar det och blir vitt och poröst, vilket ser ut ungefär som söndersmulad frigolit. Perlit används ofta inom växtodling för att göra jord luftigare och till hydrokultur. Det är ett industriellt mineral, lämpligt "som keramiskt flussmedel för att sänka sintringstemperaturen", och en kommersiell produkt användbar för dess låga densitet efter bearbetning. Den används även som isoleringsmaterial.

## Beskrivning

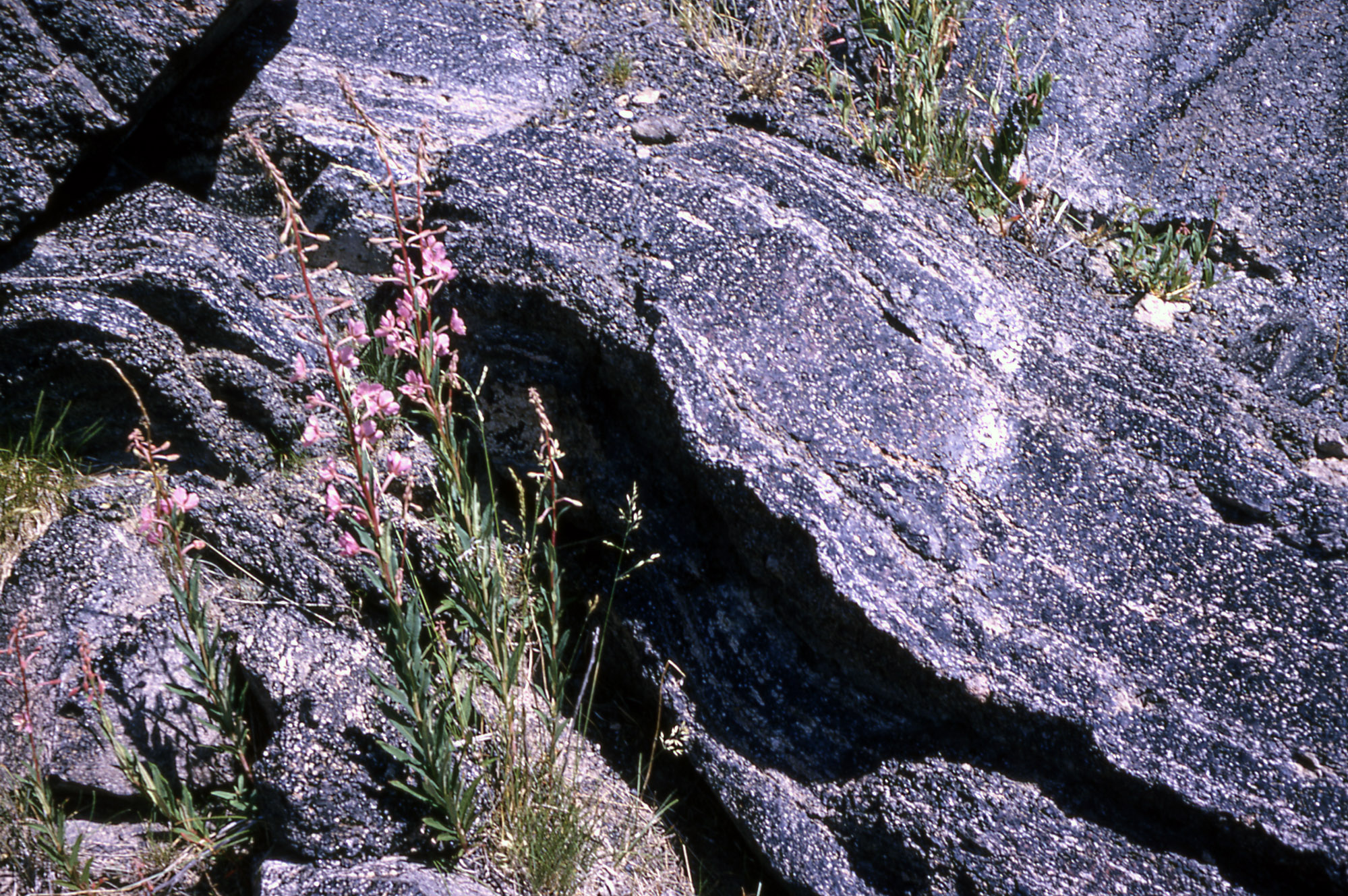
Perlitblock med Mjölke i förgrunden.

Perlit mjuknar när den når temperaturer på 850–900 °C. Vatten som är instängt i materialets struktur förångas och försvinner, vilket gör att materialet expanderar till 7–16 gånger dess ursprungliga volym. Det expanderade materialet är lysande vitt på grund av reflektionsförmågan hos de fångade bubblorna. Oexpanderad ("rå") perlit har en bulkdensitet runt 1 100 kg/m3 (1,1 g/cm3), medan typisk expanderad perlit har en bulkdensitet på ca 30–150 kg/m3 (0,03–0,150 g/cm3).

### Typisk sammansättning
- 70–75 procent kiseldioxid: SiO2
- 12–15 procent aluminiumoxid: Al2O3
- 3–4 procent natriumoxid: Na2O
- 3–5 procent kaliumoxid: K2O
- 0,5-2 procent järnoxid: Fe2O3
- 0,2–0,7 procent magnesiumoxid: MgO
- 0,5–1,5 procent kalciumoxid: CaO
- 3–5 procent antändningsförlust (kemiskt/kombinerat vatten)[4]

## Källor och utvinning

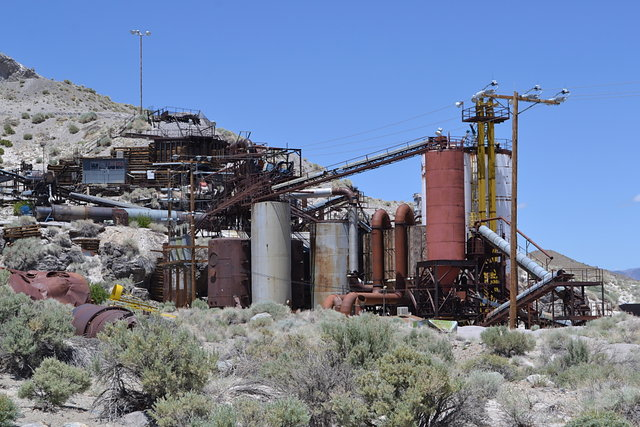
Perlitgruva i Owens Valley, Kalifornien.